# Parafia Najświętszej Maryi Panny Nieustającej Pomocy w Międzybrodziu Żywieckim
Parafia Najświętszej Maryi Panny Nieustającej Pomocy w Międzybrodziu Żywieckim – parafia rzymskokatolicka znajdująca się w Międzybrodziu Żywieckim. Należy do dekanatu Międzybrodzie diecezji bielsko-żywieckiej.
1 stycznia 2015 parafię przeniesiono z dekanatu Kęty do nowo utworzonego dekanatu międzybrodzkiego.